# Újezd nad Rokytnou

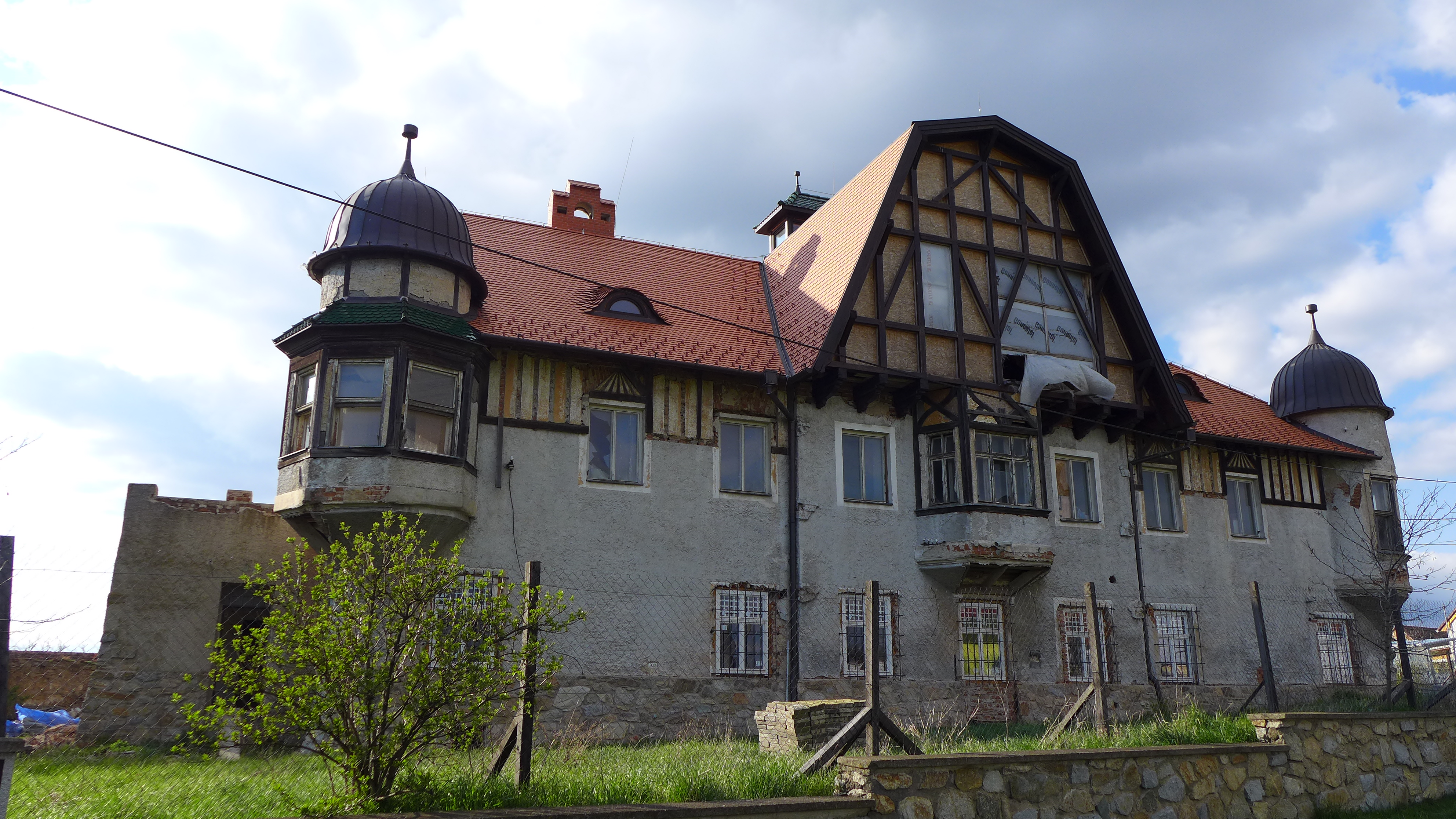
Schloss Újezd

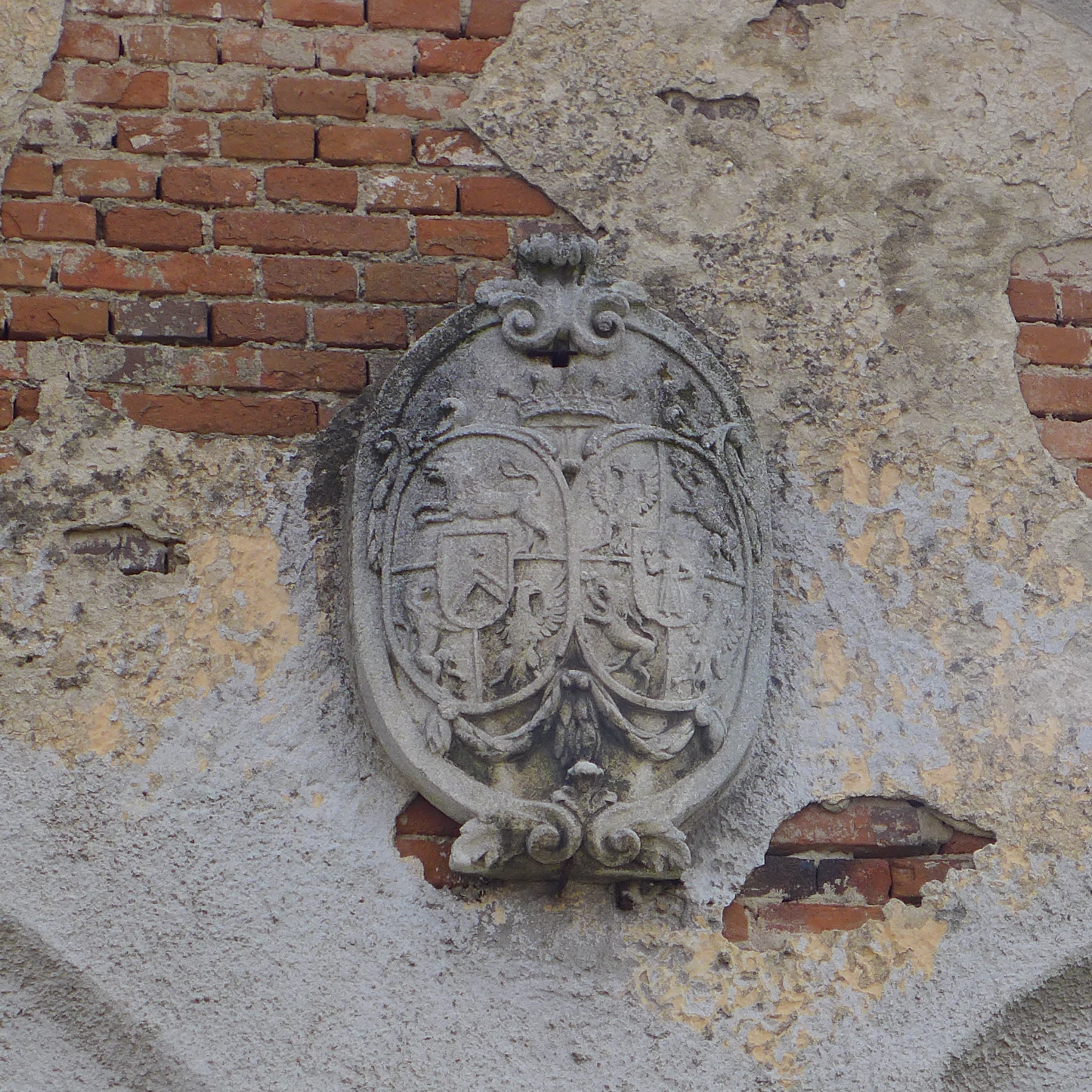
Wappenstein am Schloss

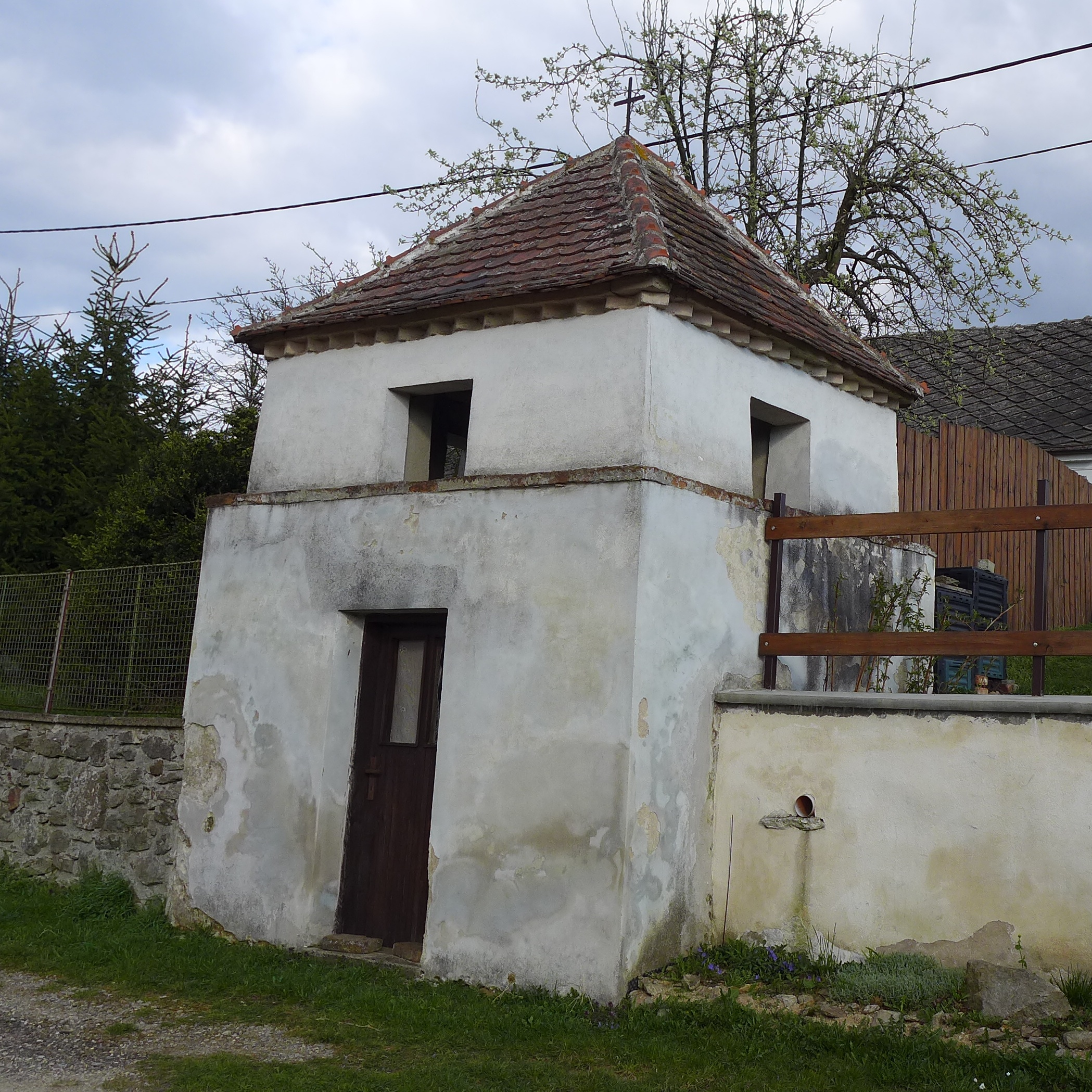
Kapelle in Újezd

Újezd (deutsch Aujest, früher Augezd) ist eine Gemeinde in Tschechien. Sie liegt sechs Kilometer nordöstlich von Jevišovice und gehört zum Okres Znojmo.

## Geographie
Újezd befindet sich in der Quellmulde des Baches Kroužský potok auf einer erhöhten Ebene in der Jevišovická pahorkatina (Jaispitzer Hügelland). Nordöstlich erhebt sich die Javorůvka (426 m n.m.), im Westen die Roudnice (428 m n.m.). Gegen Südwesten erstreckt sich der Naturpark Jevišovka. Knapp zwei Kilometer nördlich fließt die Rokytná durch ein tief eingeschnittenes Tal, das den Naturpark Rokytná bildet. Der Ort liegt an der Staatsstraße II/400 zwischen Hostěradice und Rozkoš.
Nachbarorte sind Újezdský Mlýn, Kašparův Mlýn, Litovany und Přešovice im Norden, Vilímův Mlýn, Rouchovany, Šemíkovice und Tavíkovice im Nordosten, Dobronice im Osten, Běhařovice im Südosten, Stupešice und Ratišovice im Süden, Černín, Jevišovice, Němčický Dvůr und Střelice im Südwesten, Slatina und Františkov im Westen sowie Kratochvilka, Na Dvorku, Biskupice und Radkovice u Hrotovic im Nordwesten.

## Geschichte
Die erste schriftliche Erwähnung von Újezd erfolgte 1320 als Lehen des Bistums Olmütz. Anfänglich war das Gut Augezd immer mit dem Gut Chirlitz (Chrlice) verbunden. Im Jahre 1507 wurde Heinrich Jankovsky von Wlaschim mit dem Gut Augezd belehnt. Ihm folgten 1536 Hynek Jankovsky und 1555 Friedrich Jankovsky. Letzterer erwarb auch das benachbarte Lehngut Biskupice. Im Jahre 1610 verkaufte Friedrich d. J. Jankovsky von Wlaschim das Gut für 5000 Mährische Gulden an Georg Zahradecky von Zahradek, der es wenig später an Valentin Pawlowský von Pawlowic veräußerte.
Pawlowský beteiligte sich 1618 am Ständeaufstand, der Katholik wurde jedoch nach der Schlacht am Weißen Berg begnadigt. Kurz danach veräußerte er die Güter Augezd und Biskupitz an Johann von Wertemate (Wertemann von Wertema ). Nach dessen Tode fielen beide Güter heim. 1658 belehnte das Bistum den kaiserlichen Obristküchenmeister Mathias von Wertemate mit Augezd und Biskupitz. Als dieser 1667 verstarb, erfolgte ein erneuter Heimfall. Neuer Besitzer wurde Karl Steinel von Plessenet, der das Gut Augezd von Biskupitz abtrennte und an Johann Anton von Terz veräußerte. Von dessen Erbin Barbara von Schröfel erwarb 1680 der Besitzer des Gutes Biskupitz, Zdenek Bohuslav Dubský von Třebomyslice, Augezd für 8200 Gulden. Später verkauften die Dubský von Třebomyslice das Gut Augezd an Franz Anton Salawa von Lípa, der es 1713 für 10.500 Gulden an Johann Joseph Bartonides von Tyran (Berthonides von Tyrau) veräußerte. Diesem folgte sein Sohn Franz Joseph und danach dessen gleichnamiger Sohn. Die Ritter Bartonides ließen in Augezd ein barockes Schloss erbauen. Um 1780 gründeten sie westlich von Augezd im Zuge der Raabisation das Straßendorf Franzdorf als Siedlung für die Bergleute der Eisenerzgrube "Alfonszeche". Das mit dem Tode von Franz Joseph d. J. Bartonides von Tyran 1807 verfallene Lehn wurde 1808 für 30.000 Gulden an den Gubernialrat und mährischen Kammerprokurator Jakob Freiherr von Sternek verkauft. Dieser überschrieb das Gut 1810 seinem Sohn Karl Daublebský von Sternek.
Im Jahre 1834 umfasste das Olmützer Erzbistums-Lehngut Augezd eine Nutzfläche von 955 Joch 423 Quadratklafter. Auf seinem Gebiet lebten 436 Personen; diese waren mit Ausnahme von drei Juden, die im Augezder Bestandhaus lebten, durchweg katholisch und mährischsprachig. Einzige Erwerbsquelle bildete die Landwirtschaft. Die Obrigkeit bewirtschaftete zwei Meierhöfe, von denen einer in Augezd neben dem Schlosse, der andere (Na Dvorku) auf freiem Feld an der Biskupitzer Grenze lag. An der Jaroměřica befand sich eine dreigängige Mühle (Újezdský mlýn) mit Ölpresse und Brettsäge. Zum Gut gehörten die beiden Dörfer Augezd und Franzdorf. Das Dorf Augezd bestand aus 54 Häusern mit 305 Einwohnern. Im Ort gab es ein obrigkeitliches Schloss, einen Meierhof und eine Branntweinbrennerei. Pfarr- und Schulort war Bihařowitz. Bis zur Mitte des 19. Jahrhunderts bildete Augezd das Amtsdorf des gleichnamigen Lehngutes.
Nach der Aufhebung der Patrimonialherrschaften bildete Újezd / Augezd ab 1849 mit dem Ortsteil Františkov eine Gemeinde im Gerichtsbezirk Kromau. 1868 wurde die Gemeinde Teil des Bezirkes Kromau. Im Zuge der Aufhebung des Okres Moravský Krumlov wurde Újezd 1949 dem Okres Moravské Budějovice zugeordnet. Nach dessen Auflösung kam Újezd 1960 zum Okres Znojmo.

## Gemeindegliederung
Für die Gemeinde Újezd sind keine Ortsteile ausgewiesen. Grundsiedlungseinheiten sind Františkov (Franzdorf) und Újezd (Aujest). Zu Újezd gehören außerdem die Einschichten Na Dvorku (Schafhof) und Újezdský Mlýn (Aujester Mühle).

## Sehenswürdigkeiten
- Schloss Újezd (Haus Nr. 1), das im 18. Jahrhundert für die Ritter Bartonides von Tyran erbaute Barockschloss wurde zu Beginn des 20. Jahrhunderts im Secessionsstil villenartig umgebaut. Heute ist das Bauwerk stark baufällig und leerstehend. Bis Anfang des 21. Jahrhunderts wurden Teile des Gebäudes als Büro des Gemeindeamtes genutzt, das sich nun im Haus Nr. 5 befindet.
- Historischer Dorfplatz von Újezd mit mehreren denkmalgeschützten Häusern
- Kapelle am Dorfplatz von Újezd
- Nischenkapelle des hl. Johannes von Nepomuk, beim Gutshof Újezd an der Straße nach Běhařov
- Nischenkapelle des hl. Franz Xaver in Františkov